# 宮古語
宮古語（みやこご）または宮古方言（みやこほうげん）、宮古諸方言（みやこしょほうげん）は、宮古列島で話される言語（方言）。琉球諸語（琉球語、琉球方言）の一つ。約２万人ほどの話者がいる。現地では「ミャークフツ」（宮古口）と呼ばれる。
2009年2月、ユネスコにより消滅危機言語の「危険」(definitely endangered)と分類された。

## 地域差
宮古語は島によって異なる。大きく、宮古島方言・伊良部島方言・多良間島方言の3つの方言に分けることができる。また宮古島方言は、細かく見ると集落ごとに異なるが、大きく北部と南部に分けられる。各島間の著しい方言差のために、話者が多い宮古島の平良方言でさえ伊良部島や多良間島では通じにくい。
- 宮古島本島方言
  - 本島北部方言（大浦・島尻・狩俣）[6]
  - 本島南部方言（上記以外の集落）
- 池間方言（池間島と、そこからの集団移住があった宮古島西原、伊良部島佐良浜）[7][8]
- 大神島方言
- 来間島方言
- 伊良部島方言
- 多良間島方言
  - 水納島方言

## 音韻

### 音韻体系
宮古語を代表して宮古島南部の与那覇方言の音素を以下に示す。
- 母音音素 /i, ï, e, a, o, u/
- 半母音音素 /j, w/
- 子音音素 /k, g, c, s, z, t, d, n, r, f, v, p, b, m/
- 拍音素/N, M, V, Q/

宮古語には、/i/,/ï/,/e/,/a/,/o/,/u/の6個の母音音素がある。ïは中舌母音であるが、舌が硬口蓋に接近し強い摩擦音（単独拍または有声子音と結合するときには[z]、無声子音と結合するときには[s]）を伴う。八重山語のïも同様である。e,oは殆どが連母音の融合によって成立したもので、長音として出現する。宮古語では連母音の融合は盛んではなく、沖縄語や八重山語に比べるとe,oの語例は非常に少ない。（以下、表示上iと区別するために、ïは赤色で表示する。）
|    | 前舌 | 中舌 | 後舌 |
| -- | ---- | ---- | ---- |
| 狭 | i    | ï    | u    |
| 中 | e    |      | o    |
| 広 |      | a    |      |

半母音音素は/j,w/の2個がある。これらは（子音+）半母音+母音の形で現れる。jの語例は多くあるが、wの語例は極めて少ない。
与那覇方言の子音音素は/k,g,c,s,z,t,d,n,r,f,v,p,b,m/の14個がある。また、拍音素として、/N,M,V,Q/がある（Qはいわゆる促音）。宮古語には、日本語には現れない唇歯摩擦音f、vがある。hは宮古語の大部分で存在しない。ただし宮古島北部の大浦方言や池間島、伊良部島にはhが認められる。
北琉球諸語にある声門破裂音ʔは、宮古語の殆どの地域で音素として認められない。音声的には出現することもあるが、弁別的なものではない。有気・無気の対立もない。一方、伊良部方言では音素として/ʔ/が現れる。
宮古語では、m、vは単独で拍を構成し、長音にもなることができる。（例）[vː]（売る）、[mː]（芋）、[am]（編む）、[juv]（粥）。多良間島方言ではlも単独で拍を成す。このように子音の独立性が高く、子音単独でも一つの拍をなすことができる点で日本語・琉球諸語の中では独特である。

#### 拍体系
前節に挙げた音素は、単独で、または互いに結合して、拍を構成する。与那覇方言に現れる拍を以下に示す。//に囲まれた部分は音素表記、[]に囲まれた部分は具体的音声である。
|        | /i/        | /ï/        | /e/       | /a/                   | /o/                   | /u/                   | /ja/                  | /jo/                  | /ju/                  | /wa/                  |
| ------ | ---------- | ---------- | --------- | --------------------- | --------------------- | --------------------- | --------------------- | --------------------- | --------------------- | --------------------- |
| /Ø/    | /i/ [i]    | /ï/ [zï]   | /e/ [e]   | /a/ [a]               | /o/ [o]               | /u/ [u]               | /ja/ [ja]             | /jo/ [jo]             | /ju/ [ju]             | /wa/ [wa]             |
| /k/    | /ki/ [ki]  | /kï/ [ksï] | /ke/ [ke] | /ka/ [ka]             | /ko/ [ko]             | /ku/ [ku]             | /kja/ [kja]           | /kjo/ [kjo]           | /kju/ [kju]           | /kwa/ [kwa]           |
| /g/    | /gi/ [gi]  | /gï/ [gzï] | /ge/ [ge] | /ga/ [ga]             | /go/ [go]             | /gu/ [gu]             | /gja/ [gja]           | /gjo/ [gjo]           |                       |                       |
| /c/    | /ci/ [tʃi] | /cï/ [tsï] |           | /ca/ [tsa]            |                       | /cu/ [tsu]            | /cja/ [tʃa]           | /cjo/ [tʃo]           | /cju/ [tʃu]           |                       |
| /s/    | /si/ [ʃi]  | /sï/ [sï]  |           | /sa/ [sa]             | /so/ [so]             | /su/ [su]             | /sja/ [ʃa]            | /sjo/ [ʃo]            | /sju/ [ʃu]            |                       |
| /z/    | /zi/ [dʒi] | /zï/ [dzï] |           | /za/ [dza]            | /zo/ [dzo]            | /zu/ [dzu]            | /zja/ [dʒa]           | /zjo/ [dʒo]           | /zju/ [dʒu]           |                       |
| /t/    | /ti/ [ti]  |            |           | /ta/ [ta]             | /to/ [to]             | /tu/ [tu]             | /tja/ [tja]           |                       |                       |                       |
| /d/    | /di/ [di]  |            |           | /da/ [da]             | /do/ [do]             | /du/ [du]             | /dja/ [dja]           | /djo/ [djo]           |                       |                       |
| /n/    | /ni/ [ni]  |            | /ne/ [ne] | /na/ [na]             | /no/ [no]             | /nu/ [nu]             | /nja/ [nja]           |                       | /nju/ [nju]           |                       |
| /r/    | /ri/ [ɾi]  |            | /re/ [ɾe] | /ra/ [ɾa]             | /ro/ [ɾo]             | /ru/ [ɾu]             | /rja/ [ɾja]           | /rjo/ [ɾjo]           |                       |                       |
| /f/    | /fi/ [fi]  |            |           | /fa/ [fa]             | /fo/ [fo]             | /fu/ [fu]             | /fja/ [fja]           |                       |                       |                       |
| /v/    | /vi/ [vi]  |            |           | /va/ [va]             |                       |                       |                       |                       |                       |                       |
| /p/    | /pi/ [pi]  | /pï/ [psï] | /pe/ [pe] | /pa/ [pa]             | /po/ [po]             | /pu/ [pu]             | /pja/ [pja]           | /pjo/ [pjo]           | /pju/ [pju]           |                       |
| /b/    | /bi/ [bi]  | /bï/ [bzï] | /be/ [be] | /ba/ [ba]             | /bo/ [bo]             | /bu/ [bu]             | /bja/ [bja]           | /bjo/ [bjo]           | /bju/ [bju]           |                       |
| /m/    | /mi/ [mi]  | /mï/ [mï]  | /me/ [me] | /ma/ [ma]             | /mo/ [mo]             | /mu/ [mu]             | /mja/ [mja]           | /mjo/ [mjo]           | /mju/ [mju]           |                       |
| 拍音素 | /N/ [n, ŋ] | /M/ [m]    | /V/ [v]   | /Q/ [k,s,z,t,c,f,v,p] | /Q/ [k,s,z,t,c,f,v,p] | /Q/ [k,s,z,t,c,f,v,p] | /Q/ [k,s,z,t,c,f,v,p] | /Q/ [k,s,z,t,c,f,v,p] | /Q/ [k,s,z,t,c,f,v,p] | /Q/ [k,s,z,t,c,f,v,p] |

### 日本語との対応
| 日本語 | ア  | イ  | ウ  | エ  | オ  |
| 宮古語 | /a/ | /ï/ | /u/ | /i/ | /u/ |

宮古語では、日本語のoとuがuになり、e音がiになり、i音がïになるのが基本的な対応関係である。ただし、ス・ツ・ズの母音は、ïとなる。
池間方言や水納方言ではïがiとなる傾向があるが、c・s・zの直後ではïのままである。宮古島南部ではïを保っているが、狩俣・大浦など宮古島北部ではiとなる傾向がある。ただしあくまで傾向であり、明確な線は引きにくい。

#### 各行の対応関係
| 日本語   | カ   | キ         | ク   | ケ   | コ   |
| 宮古語   | /ka/ | /kï/, /cï/ | /fu/ | /ki/ | /ku/ |
| 日本語   | ガ   | ギ         | グ   | ゲ   | ゴ   |
| 宮古語   | /ga/ | /gï/       | /gu/ | /gi/ | /gu/ |
| 日本語   | サ   | シ         | ス   | セ   | ソ   |
| 宮古語   | /sa/ | /sï/       | /sï/ | /si/ | /su/ |
| 日本語   | ザ   | ジ         | ズ   | ゼ   | ゾ   |
| 宮古語   | /za/ | /zï/       | /zï/ | /zi/ | /zu/ |
| 日本語   | タ   | チ         | ツ   | テ   | ト   |
| 宮古語   | /ta/ | /cï/       | /cï/ | /ti/ | /tu/ |
| 日本方言 | ダ   | ヂ         | ヅ   | デ   | ド   |
| 宮古語   | /da/ | /zï/       | /zï/ | /di/ | /du/ |
| 日本語   | ナ   | ニ         | ヌ   | ネ   | ノ   |
| 宮古語   | /na/ | /ni/       | /nu/ | /ni/ | /nu/ |
| 日本語   | ハ   | ヒ         | フ   | ヘ   | ホ   |
| 宮古語   | /pa/ | /pï/       | /fu/ | /pi/ | /pu/ |
| 日本語   | バ   | ビ         | ブ   | べ   | ボ   |
| 宮古語   | /ba/ | /bï/       | /V/  | /bi/ | /bu/ |
| 日本語   | マ   | ミ         | ム   | メ   | モ   |
| 宮古語   | /ma/ | /mï/ /M/   | /mu/ | /mi/ | /mu/ |
| 日本語   | ヤ   |            | ユ   |      | ヨ   |
| 宮古語   | /ja/ |            | /ju/ |      | /ju/ |
| 日本語   | ラ   | リ         | ル   | レ   | ロ   |
| 宮古語   | /ra/ | /ï/        | /ru/ | /ri/ | /ru/ |
| 日本語   | ワ   | ヰ         |      | ヱ   | ヲ   |
| 宮古語   | /ba/ | /bï/       |      | /bi/ | /bu/ |

カ行では、日本語のクが宮古語ではfuとなる。（例）[futsï]（口、与那覇方言）。キは、宮古島大部分ではkïだが、来間島・伊良部島・池間島・宮古島保良ではcïが対応し、宮古島友利でもcïとなる傾向がある。ギも、来間・伊良部では/zï/になる。また日本語の/kur/は、特殊な音変化を起こして促音になる傾向がある。（例）[ffu]（黒、与那覇方言）、[ffamunu]（暗い、与那覇方言）
タ行、サ行およびその濁音は、前述のようにイ段とウ段がïに統合する。琉球諸語全体に共通する特徴である。（例）[tsïmi]（爪）、[midzï]（水）
日本語のハ・ヒ・ヘ・ホの子音は、宮古語のほとんどの地域でpとなる。フは、宮古語ではfuとなる。そのためクとフの区別はなくなっている。（例）[pïdaï]（左）、[pusï]（星）、[funi]（舟）。一方で池間方言ではハ・ヒ・ヘ・ホの子音はhとなっており、フのみfuである。またバ行のうち、ブに対しては宮古語ではvが現れる。（例）[avva]（油）、[suvnu]（渋い）
ナ行では、日本語のニはniとなりネと統合している。マ行ではミはmïだがmiとなる語例もある。また、ミは宮古島各地や多良間島でMにもなる。（例）[mtsï]（道、与那覇方言）
ラ行では、リはrが脱落しïとなる。
日本語のワ行子音に対して、宮古語ではbが現れる。ワだけでなく、文語のヰ、ヱ、ヲも同様。南琉球諸語全体に共通する特徴である。（例）[ban]（私）、[bïː]（居る、座る）、[buduï]（踊る）

### 各方言の特徴
宮古島南部ではmとなるところが、大浦など北部ではnとなる傾向がある。（例）「耳」[mim](与那覇)‐[min](大浦)。
多良間島では、日本語のサ・シ・ス・セ・ソはそれぞれ/sja/,/sï/,/sï/,/si/,/sju/となる。（例）[ʃudi]（袖）。また多良間島ではリに対し[l]が出現する。（例）[tul]（鳥）、[nagaʃaːl]（長い）。水納島でもリに対し[l]が現れるが、それも[i]に変化しつつある。[l]を持つのは琉球諸語のうち、多良間島・水納島だけである。
宮古島南部の友利方言では日本語のテに対し/ci/が対応するのが特徴的である。宮古島北部の島尻方言でもみられる。（例）[tʃindau]（天井、友利方言）。
大浦方言ではhが音素として現れる。これは母音aに挟まれたkが変化したものとみられる。（例）[haːha]（明るい）。狩俣方言では、さらにこのhが脱落してしまっている。（例）[kaːdi]（書こう）
大神島方言では、有声破裂音g・b・dが半無声化を起こし、k・p・tに近く発音される。しかし、本来のk・p・tは強い摩擦音を伴い、これらとは明確に区別されている。このような現象は琉球諸語の中でも大神方言以外に例がない。また、大神島方言では日本語のチ・ツが/kï/に、ジ・ズが/gï/になっているのも大きな特徴である。
大神島の対岸にあたる宮古島狩俣では、無声子音とn・rに挟まれた母音の無声化が起こる。また池間方言ではm、nが無声音で出現する。狩俣でも聞かれる。池間方言ではmに無声と有声の対立がある。
伊良部方言では、日本語のガ行子音は語中において/ʔ/となる。またカ行子音も、語中において/h/（音声は[h]または[x]）になる。（例）[kaʔam]（鏡）、[axa]または[aha]（赤）

## 文法

### 格助詞
| 格   | 訳   | 格助詞  |
| ---- | ---- | ------- |
| 主格 | が   | ga, nu  |
| 属格 | の   | ga, nu  |
| 対格 | を   | u       |
| 与格 | に   | n       |
| 向格 | へ   | nkai    |
| 奪格 | から | kara    |
| 限定 | まで | gami    |
| 具格 | で   | si, sii |

形式上、主格と属格は区別されずにnuまたはgaが使われる。

### 副助詞
主題にa（またはja）、対格の主題にba/baaまたはuba(狩俣方言)、焦点にduが用いられる。疑問詞疑問には下記(2)のように旧上野村新里や下地皆愛ではgaが用いられるが、宮古島北部の狩俣では(3)のように疑問文にもduを用いる。

### 動詞
宮古語の動詞活用は、文語の四段活用と、上一段・上二段・下二段活用との区別が明確である。規則活用をする動詞は1類から3類までに分かれ、1類が四段活用、2類・3類が上一段・上二段・下二段活用に対応する。1類はさらにA〜Cの3種に分かれる。
以下、宮古島与那覇方言の活用体系を記述する。カッコ内は代表的な接辞を表している。
|      | 志向形 | 未然形 | 条件形1  | 命令形 | 連用形 | 終止形1 | 終止形2 | 連体形 | 条件形2       | 接続形     | 同種の活用をする動詞     |
| ---- | ------ | ------ | -------- | ------ | ------ | ------- | ------- | ------ | ------------- | ---------- | ------------------------ |
| 書く | kaka   | kaka   | kaki(ba) | kaki   | kakï   | kakï    | kakïm   | kakï   | kakï(tsïkaː)  | kaki(tti)  | ikï(行く)                |
| 漕ぐ | kuga   | kuga   | kugi(ba) | kugi   | kugï   | kugï    | kugïm   | kugï   | kugï(tsïkaː)  | kugi(tti)  |                          |
| 押す | usa    | usa    | uʃi(ba)  | uʃi    | usï    | usï     | usïm    | usï    | usï(tsïkaː)   | uʃi(tti)   | sïkïsï(切る)、kïsï(着る) |
| 立つ | tata   | tata   | tati(ba) | tati   | tatsï  | tatsï   | tatsïm  | tatsï  | tatsï(tsïkaː) | tatʃi(tti) |                          |
| 飛ぶ | tuba   | tuba   | tubi(ba) | tubi   | tubï   | tubï    | tubïm   | tubï   | tubï(tsïkaː)  | tubi(tti)  |                          |
| 取る | tura   | tura   | turi(ba) | turi   | tuï    | tuï     | tuïm    | tuï    | tuï(tsïkaː)   | turi(tti)  | kiï(蹴る)、uï(居る)      |

|      | 志向形 | 未然形 | 条件形1  | 命令形 | 連用形 | 終止形1 | 終止形2 | 連体形 | 条件形2     | 接続形    |
| ---- | ------ | ------ | -------- | ------ | ------ | ------- | ------- | ------ | ----------- | --------- |
| 読む | juma   | juma   | jumi(ba) | jumi   | jum    | jum     | jum     | jum    | jum(tsïkaː) | jumi(tti) |

このほか、kav（被る）、sïn（死ぬ）はB類に似た不規則活用をする。
|      | 志向形 | 未然形 | 条件形1   | 命令形 | 連用形 | 終止形1 | 終止形2 | 連体形 | 条件形2       | 接続形     | 同種の活用をする動詞 |
| ---- | ------ | ------ | --------- | ------ | ------ | ------- | ------- | ------ | ------------- | ---------- | -------------------- |
| 笑う | baraː  | baraː  | barai(ba) | barai  | baroː  | baroː   | baroːm  | baroː  | baroː(tsïkaː) | barai(tti) | koː(買う)、foː(食う) |
| 思う | umaː   | umaː   | umui(ba)  | umui   | umuː   | umuː    | umuːm   | umuː   | umuː(tsïkaː)  | umui(tti)  |                      |

|      | 志向形 | 未然形 | 条件形1 | 命令形 | 連用形 | 終止形1 | 終止形2 | 連体形 | 条件形2      | 接続形   | 同種の活用をする動詞 |
| ---- | ------ | ------ | ------- | ------ | ------ | ------- | ------- | ------ | ------------ | -------- | -------------------- |
| 見る | mjuː   | mjuː   | miː(ba) | miːru  | miː    | miːï    | miːm    | miːï   | miːï(tsïkaː) | miː(tti) | niːï(煮る)           |

|        | 志向形   | 未然形   | 条件形1 | 命令形 | 連用形 | 終止形1 | 終止形2 | 連体形 | 条件形2      | 接続形   | 同種の活用をする動詞           |
| ------ | -------- | -------- | ------- | ------ | ------ | ------- | ------- | ------ | ------------ | -------- | ------------------------------ |
| 起きる | ukuː uki | ukuː uki | uki(ba) | ukiru  | uki    | ukiï    | ukim    | ukiï   | ukiï(tsïkaː) | uki(tti) | utiï（落ちる）、ukiï（受ける） |

以上の3種の他、aï（言う）、amaiï（笑う）、ssï（する）、kïsï（来る）という不規則活用動詞が存在する。
与那覇方言の未然形には、n（否定）、djaːn（否定）、sï（せる）、sïmiï（しめる）、riï（れる）、raiï（られる）、maï（なさる）、ba（条件）などの接辞が付く。また連用形にはbusïːnu（〜したい）、gatsïnaː（〜しながら）、du（ぞ）、taï（過去）などの接辞が付く。連体形には、体言のほか、joːkam（〜のようだ）、na（禁止）などが付く。接続形はtti（〜て）を伴って使われるほか、ttiなしでも「〜て」の意味を表す。また接続形にuï（居る）が付いて「〜ている」の意味を表す。

#### 地域差
動詞1類を代表して「書く」、3類を代表して「落ちる」の2語について、宮古諸方言での活用形を示す。3類の志向形・未然形に諸方言で大きな違いがある。条件形1や終止形2は存在しない方言もある。
|                         | 志向形 | 未然形 | 条件形1  | 命令形 | 連用形     | 終止形1 | 終止形2 | 連体形 | 条件形2      | 接続形     |
| ----------------------- | ------ | ------ | -------- | ------ | ---------- | ------- | ------- | ------ | ------------ | ---------- |
| 宮古島与那覇 宮古島西里 | kaka   | kaka   | kaki(ba) | kaki   | kakï       | kakï    | kakïm   | kakï   | kakï(tsïkaː) | kaki(tti)  |
| 池間島                  | kaka   | kaka   | ‐        | kaki   | katsï kaki | katsï   | ‐       | katsï  | katsï(ttaː)  | kakiː      |
| 大神島                  | kaka   | kaka   | ‐        | kaki   | kakï       | kakï    | kakïm   | kakï   | kakï(tika)   | kaki(sïti) |
| 来間島                  | kaka   | kaka   | kaki(ba) | kake   | katsï kaki | katsï   | katsïm  | katsï  | katsï(kkaː)  | kaki(tti)  |
| 伊良部島                | kaʔa   | kaʔa   | kaki(ba) | kaki   | kafu       | kafu    | ‐       | kafu   | kafu(tigaː)  | kattʃi     |
| 水納島                  | kaka   | kaka   | ‐        | kaki   | kaki       | kaki    | ‐       | kaki   | kaki(takaː)  | kakiː      |

|              | 志向形   | 未然形    | 条件形1   | 命令形 | 連用形   | 終止形1 | 終止形2    | 連体形 | 条件形2      | 接続形    |
| ------------ | -------- | --------- | --------- | ------ | -------- | ------- | ---------- | ------ | ------------ | --------- |
| 宮古島与那覇 | utuː uti | utuː uti  | uti(ba)   | utiru  | uti      | utiï    | utim       | utiï   | utiï(tsïkaː) | uti(tti)  |
| 宮古島西里   | uti      | uti utira | utiri(ba) | utiru  | uti      | utiï    | utim utiːm | utiï   | utiï(tsïkaː) | uti(tti)  |
| 池間島       | uti      | uti       | ‐         | utiru  | uti      | utiː    | ‐          | uti    | uti(ttaː)    | utiː      |
| 大神島       | uti      | uti utu   | ‐         | utiru  | utiï     | utiï    | utiïm      | utiï   | utiï(tika)   | uti(sïti) |
| 来間島       | uto      | utu       | utiru(ba) | utiro  | utiː     | utiï    | ‐          | utiï   | uti(kkaː)    | uti(tti)  |
| 伊良部島     | utu      | uti       | utiri(ba) | utiru  | uti      | utiï    | ‐          | utiï   | uti(tigaː)   | utiː      |
| 水納島       | uti      | uti       | ‐         | utiru  | utiː uti | utiː    | ‐          | utiː   | utiː(takaː)  | utiː uti  |

#### 動詞活用形の歴史的成立過程
宮古語の動詞の終止形は、2種類が併用されている。「書く」ならばkakï、kakïmの2種類である。しかし、伊良部島や宮古島北部の狩俣などでは、kafu、kafumという形も使われている。また隣の八重山語ではkaku、kakunという形もある。これらのうち、mを含まないkakï、kafuという終止形は、連体形と同形であり、また四段動詞では連用形とも同じ形となっている。つまり宮古語では四段動詞の連用形・終止形1・連体形の語形がそろう形となる。これらの成立過程を巡っては、北琉球諸語と同じように連用形に「をり」を付けた形から派生したとする融合説がある一方、「をり」を含んでいないとする非融合説もある。
名嘉真三成は、宮古島狩俣方言に現れるkakï、kakïm、kafu、kafumという4つの終止形を検討し、kafuは*kakiworiから来ているとしている。名嘉によれば、その成立過程はkakiwori→kakjuri→kakuri→kafurï→kafuï→kafuである(当地の音変化規則で*rïはïになる)。しかしながら、宮古語での音韻対応では、*koがkuになり*kuがfuになるが、*koがfuに対応する訳ではないのでこの変化過程は不自然とも言える。名嘉は、他の語形についても、宮古・八重山語ではkakiwori→kakjuri→kakiri→kakïrï→kakïː→kakï、kakiwori→kakjuri→kakuri→kakuと変化したとしている。
内間直仁は、宮古・八重山語のkakï・kakuは、連用形と同じ*kakiが変化したものと推定している。また、kakïm、kakunなどは「連用形＋む」から来ているとする。内間が非融合説を取る根拠として、1．北琉球諸語では非融合の活用形（未然形haka、条件形hakeː、連体形haku）と融合形（未然形hakura、条件形hakureː、連体形hakuru）とが共存しているが、南琉球では融合形による活用形が存在しないこと、2．南琉球諸語では*kakiにあたる形が「書く」、*kakiworiに当たる形(例、石垣島川平でkakiurï)が「書いている」の意味を表すが、北琉球諸語では*kakiworiに当たる形が「書く」、*kakiteworiにあたる形が「書いている」の意味を表し、構造的なずれがあることを挙げている。しかしながら宮古語にkafuという形もあり、宮古語一般にはki→fuという変化は認められないため、内間説ではkakïは説明できてもkafuについては説明が難しい。
四段動詞では連用形・終止形1・連体形が同形だが、二段動詞では（「起きる」を例にとる）連用形はukiだが終止形1・連体形はukiïであり、同形ではない。内間は終止形1・連体形について*okiri→ukiïと推定している。一方、狩俣繁久は連体形に由来するとし、しかも下一段活用だったと見て*okeru→ukiïと推定している。また本永守靖もuで終わる日本語古来の終止形（あるいは連体形）に由来する形が宮古語に残っていると見ている。根拠の一つとしてはハ行四段動詞が宮古語でkoː（買う）、umuː（思う）のようになる点がある。これは音変化規則から、連用形*kai、*omoiからではなく、終止・連体形*kau、*omouから変化したと考えられる。また、kafuは終止・連体形*kakuからの変化と考えられる。本永は、宮古語の終止・連体形は、類推によって連用形と同形に統一されたとする。終止形語尾は、宮古語の音変化規則によって、su→sï、cu→cï、zu→zï、nu→n、mu→m、ru→ï、vu→vとなり、連用形と同形になってしまう。そのため、ku・gu・buだけがuを残しているため、語形を統一する動きが起こったとしている。

### 形容詞
琉球諸語の形容詞は古い語幹に「さあり」が付いた系統と、「くあり」が付いた系統に分かれる。宮古語は大部分が「くあり」系統で、多良間島・水納島は「さあり」系統である。例えば、与那覇方言の終止形1「takakaï」は「高くあり」に由来し、水納島方言の終止形「takaʃaːi」は「高さあり」に由来する。
宮古島与那覇方言の「高い」と「珍しい」の活用を示す。
|          | 連用形    | 条件形1       | 条件形2     | 終止形1      | 終止形2      | 連体形       | 接続形        |
| -------- | --------- | ------------- | ----------- | ------------ | ------------ | ------------ | ------------- |
| 高い     | takafu    | takakari      | takaka      | takakaï      | takakam      | takakaï      | takakari      |
| 珍しい   | midzïrafu | midzïrasïkari | midzïrasïka | midzïrasïkaï | midzïrasïkam | midzïrasïkaï | midzïrasïkari |
| 主な接辞 |           | ba            | tsïkaː      |              |              |              |               |

与那覇方言では、言い切りには、終止形1・終止形2よりもむしろtakaːnu（高い）、asaːnu（浅い）のような形がよく使われる。また、基本語幹にmunuをつけた形（takamunu）が終止形として用いられることもある。
名詞の修飾には、上記の連体形を使う場合の他、与那覇方言・西里方言ではtakaːnu jamaː(高い山)のような形もある。また下地皆愛方言や狩俣方言の研究によると、upu dzïma(大きい島。皆愛)、aparagi putu(美しい人。狩俣)のように語幹をそのまま名詞に前接させる形や、takaa taka nu putu(高い人。狩俣)のように語幹を二回繰り返して（1つ目は語幹末が長音化）nuを付ける形もある。この語幹を繰り返す形式は、nagaa naga nbasï(長く伸ばす。狩俣)、takaa taka du uu(とても高い。皆愛)のように、動詞を修飾するのにも使われる。
このほか、過去を表す形として、takakataï（高かった）のような形がある。
水納島方言の「高い」の活用を示す。
|          | 未然形    | 連用形      | 条件形1  | 条件形2  | 終止形   | 連体形   | 接続形  |
| -------- | --------- | ----------- | -------- | -------- | -------- | -------- | ------- |
| 高い     | takaʃaːra | takaʃaː     | takaʃaːi | takaʃaːi | takaʃaːi | takaʃaːi | takaʃaː |
| 主な接辞 | ba        | tai（過去） | ba       | takaː    |          |          |         |

## 文例
内間直仁『琉球方言文法の研究』466-476頁、604-606頁より、宮古島与那覇方言での文例。
- dzïː kaka（字を書こう）
- atsaː pjaːʃi uki di（明日早く起きよう）
- nnja kaka djaːn（もう書かない）
- pjaːpjaːti kaki ba du dzoːkataï（早く書けばよかった）
- naː ju kakï（名前を書く）
- unu mtsï ikï tsïkaː imbata ŋkai du idi raiï（この道を行くと海岸に出られる）
- banuː saːri iki fiːru（私をつれていってくれ）
- takafu naʃi miːï（高くしてみる）
- kunu jamaː takakaï/takakam/takaːnu/takamunu（この山は高い）

## その他
- 宮古島から記載されたヨコエビの一種ミヤコイソヨコエビElasmopus nkjafの種小名は、発見場所が海ぶどう養殖場であったことから、宮古語で海ぶどうを意味する「ンキャフ」に由来して名付けられた[54]。